# Hypsiboas geographicus
Hypsiboas geographicus és una espècie de granota que viu a Bolívia, el Brasil, Colòmbia, l'Equador, Guaiana Francesa, Guyana, el Perú, Surinam, Trinitat i Tobago i Veneçuela.
Està amenaçada d'extinció per la pèrdua del seu hàbitat natural.